# 薩卡里·馬蒂拉

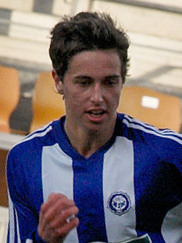
马蒂拉于2007年

薩卡里·馬蒂拉（芬蘭語：Sakari Mattila；1989年7月14日—）是一位芬蘭足球運動員。在場上的位置是中場和中後衛。他現在效力於丹麥足球超級聯賽球隊桑德捷斯基足球會，曾效力於挪威足球超級聯賽球隊阿里辛特足球俱樂部。他也代表芬蘭國家足球隊參賽。